# مرقد شعيب
مرقد شعيب (بالفارسية: آرامگاه امامزاده شعیب) هو مرقد شيعي تاريخي يعود إلى السلالة الصفوية والقاجاريون، ويقع في سبزوار.